# FFH-Gebiet NSG Dosenmoor
Das FFH-Gebiet NSG Dosenmoor ist ein NATURA 2000-Schutzgebiet in Schleswig-Holstein in Neumünster, im Kreis Rendsburg-Eckernförde in den Gemeinden Bordesholm, Wattenbek und Negenharrie, sowie im Kreis Plön in der Gemeinde Großharrie. Es liegt im Naturraum  „Moränengebiet der Oberen Eider“ (Landschafts-ID 70202), in der Haupteinheit Ostholsteinisches Hügelland. Diese ist wiederum Teil der Naturräumlichen Großregion 2. Ordnung Schleswig-Holsteinisches Hügelland. Das Bundesamt für Naturschutz (BfN) rechnet das FFH-Gebiet in seinem Landschaftssteckbrief zur Landschaft Eider-Moränengebiet. Es hat eine Größe von 546 Hektar.

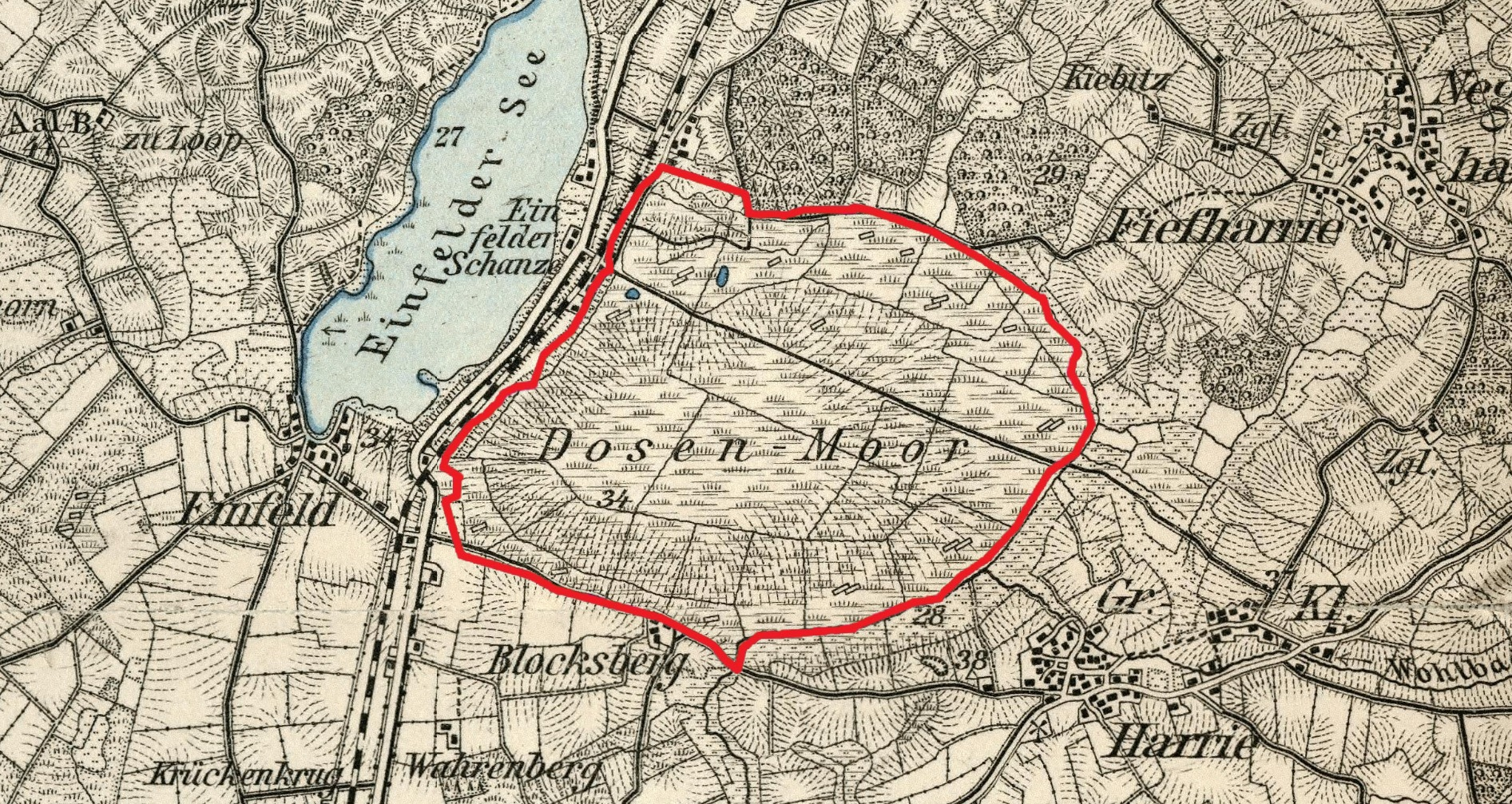
Bild 1ː Dosenmoor um 1893, rot umrandet das heutige FFH-Gebiet NSG Dosenmoor

Die größte Ausdehnung des FFH-Gebietes liegt mit 3 Kilometer in Westostrichtung. Es liegt östlich des Einfelder Sees und nördlich der Kreisstraße 5. Von der Südspitze am Großharrier Weg bis zur Ostspitze führt ein Wirtschaftsweg und parallel das Fließgewässer Dosenbek. An der Ostspitze mündet das von Norden kommende Fließgewässer Kiebitzgraben in den Dosenbek. Die FFH-Gebietsgrenze folgt dem Kiebitzgraben nach Norden. Im Norden folgt die Grenze in der Gemeinde Wattenbek der Straße Im Dosenmoor Richtung Westen, bis sie in Bordesholm an der Siedlung Dosenmoor endet. Von dort bildet Richtung Süden die Straße Am Moor in der Stadt Neumünster die Grenze, bis sie wieder auf die Kreisstraße 5 trifft.
Die höchste Erhebung des FFH-Gebietes liegt mit 32,9 Meter über Normalhöhennull (NHN) im Zentrum des FFH-Gebietes das zur Gemeinde Wattenbek gehört. Der niedrigste Bereich liegt mit 27 Meter über NHN an der Südgrenze des FFH-Gebietes in den Gemeinden Neumünster und Großharrie, siehe Karte 2.
Das FFH-Gebiet besteht laut NATURA 2000-Standard-Datenbogen (SDB) vom Mai 2019 fast vollständig aus der FFH-Lebensraumklasse Moore, siehe Diagramm 1. 

## FFH-Gebietsgeschichte und Naturschutzumgebung
Der NATURA 2000-Standard-Datenbogen (SDB) für dieses FFH-Gebiet wurde im Februar 1996 vom Landesamt für Landwirtschaft, Umwelt und ländliche Räume (LLUR) des Landes Schleswig-Holstein erstellt, im Oktober 1997 als Gebiet von gemeinschaftlicher Bedeutung (GGB) vorgeschlagen, im Dezember 2004 von der EU als GGB bestätigt und im Januar 2010 national nach § 32 Absatz 2 bis 4 BNatSchG in Verbindung mit § 23 LNatSchG als besonderes Erhaltungsgebiet (BEG) bestätigt. Der SDB wurde zuletzt im Mai 2019 aktualisiert. Der Managementplan wurde im März 2016 veröffentlicht.
Das FFH-Gebiet NSG Dosenmoor ist flächenmäßig identisch mit dem Naturschutzgebiet Dosenmoor. Es grenzt im Süden an das Landschaftsschutzgebiet „Stadtrand Neumünster“. Das FFH-Gebiet ist Teil des Schwerpunktbereiches 271 des landesweiten Biotopverbundsystems.
Auf der Karte des Deutschen Reiches von 1893 sind an den Rändern des Moores eine Vielzahl von Torfstichen eingezeichnet, siehe Bild 1. Danach verlagerte sich die Entwässerung und damit der Torfabbau immer mehr in die Mitte des Moores. Der industriell betriebene Abbau des Torfes wurde 1977 eingestellt.
Mit der Gebietsbetreuung des FFH-Gebietes NSG-Dosenmoor wurde nach § 20 LNatSchG durch das LLUR noch keine Institution beauftragt. Das LLUR hat im September 2009 für das NSG Dosenmoor ein sehr ausführliches Faltblatt des Besucherinformationssystems (BIS) veröffentlicht.

## FFH-Erhaltungsgegenstand
Laut Standard-Datenbogen vom Mai 2017 sind folgende FFH-Lebensraumtypen (LRT) und Arten als FFH-Erhaltungsgegenstände mit den entsprechenden Beurteilungen zum Erhaltungszustand der Umweltbehörde der Europäischen Union gemeldet worden (Gebräuchliche Kurzbezeichnung (BfN)):
FFH-Lebensraumtypen nach Anhang I der EU-Richtlinie:
- 3130 Nährstoffarme bis mäßig nährstoffreiche Stillgewässer mit Strandlings- oder Zwergbinsen-Gesellschaften (Gesamtbeurteilung C)[16]
- 7120 Renaturierungsfähige degradierte Hochmoore (Gesamtbeurteilung B)[17]
- 7140 Übergangs- und Schwingrasenmoore (Gesamtbeurteilung C)[18]
- 7150 Torfmoor-Schlenken mit Schnabelbinsen-Gesellschaften (Gesamtbeurteilung B)[19]
- 91D0* Moorwälder (Gesamtbeurteilung B)[20]

Arten gemäß Artikel 4 der Richtlinie 2009/147/EG und Anhang II der Richtlinie 92/43/EWG und diesbezügliche Beurteilung des Gebiets:
- A639 Kranich (Gesamtbeurteilung C)[22]
- 1042 Große Moosjungfer (Gesamtbeurteilung B)[23]

Über die Hälfte des FFH-Gebietes wird vom FFH-LRT 7120 Renaturierungsfähige degradierte Hochmoore eingenommen, gut ein Drittel der Fläche ist keinem FFH-LRT zugeordnet, siehe Diagramm 2. Die Hochmoorflächen liegen im Zentrum, die Übergangsmoorflächen im Norden und die Moorwaldflächen kleinteilig verteilt am Gebietsrand.
Von 2016 bis 2018 wurde eine Biotopkartierung der FFH-Lebensraum- und Biotoptypen im FFH-Gebiet durchgeführt. Gut acht Zehntel der Gebietsfläche ist einem FFH-Lebensraumtyp zugeordnet, siehe Diagramm 3. Vergleicht man Diagramm 2 und 3, so sind nicht alle kartierten FFH-LRT-Flächen der europäischen Umweltbehörde als FFH-Erhaltungsziele gemeldet worden.

## FFH-Erhaltungsziele
Aus den oben aufgeführten FFH-Erhaltungsgegenständen werden als FFH-Erhaltungsziele von besonderer Bedeutung die Erhaltung folgender Lebensraumtypen und Arten im FFH-Gebiet vom Ministerium für Energiewende, Landwirtschaft, Umwelt und ländliche Räume des Landes Schleswig-Holstein erklärt:
- 7120 Renaturierungsfähige degradierte Hochmoore
- 7140 Übergangs- und Schwingrasenmoore
- 7150 Torfmoor-Schlenken mit Schnabelbinsen-Gesellschaften
- 91D0* Moorwälder
- 1042 Große Moosjungfer

Aus den oben aufgeführten FFH-Erhaltungsgegenständen werden als FFH-Erhaltungsziele von Bedeutung die Erhaltung folgender Lebensraumtypen und Arten im FFH-Gebiet vom Ministerium für Energiewende, Landwirtschaft, Umwelt und ländliche Räume des Landes Schleswig-Holstein erklärt:
- 3130 Nährstoffarme bis mäßig nährstoffreiche Stillgewässer mit Strandlings- oder Zwergbinsen-Gesellschaften

Damit sind alle FFH-Erhaltungsgegenstände bis auf den Kranich als FFH-Erhaltungsziele übernommen worden. Die Entwicklungsziele sind in einer Karte der betroffenen Flächen präzisiert.

## FFH-Analyse und Bewertung
Das Kapitel FFH-Analyse und Bewertung im Managementplan beschäftigt sich unter anderem mit den aktuellen Gegebenheiten des FFH-Gebietes und den Hindernissen bei der Erhaltung und Weiterentwicklung der FFH-Lebensraumtypen und Arten. Die Ergebnisse fließen in den FFH-Maßnahmenkatalog ein.
Die im FFH-Gebiet ausgewiesenen FFH-LRT-Flächen haben überwiegend eine gute Gesamtbewertung im SDB erhalten, siehe Diagramm 4. Hierbei handelt es sich um die FFH-Lebensraumtypen 7120 Renaturierungsfähige degradierte Hochmoore, 7150 Torfmoor-Schlenken mit Schnabelbinsen-Gesellschaften und 91D0* Moorwälder. Die FFH-Lebensraumtypen 7140 Übergangs- und Schwingrasenmoore und 3130 Nährstoffarme bis mäßig nährstoffreiche Stillgewässer mit Strandlings- oder Zwergbinsen-Gesellschaften haben im FFH-Gebiet einen unbefriedigenden Gesamt- und Erhaltungszustand zuerkannt bekommen.
Die Moorflächen werden fast vollständig nach den Regeln des Vertragsnaturschutzes „Weidewirtschaft Moor ohne Düngung“ bewirtschaftet. Einige Moorwaldparzellen im Nordosten des Gebietes stehen unter Vertragsnaturschutz nach dem Vertragsmuster „Vertragsnaturschutz im Wald“.
Der größte Teil der Flächen im FFH-Gebiet befinden sich im Besitz der Stiftung Naturschutz Schleswig-Holstein, gefolgt von der NABU-Gruppe Neumünster. Der Rest gehört einer Vielzahl von Privatpersonen aus dem örtlichen Umfeld. Es sind sehr schmale lange Parzellen, die vom Rand zur Mitte des Gebietes gerichtet sind. Diese Struktur geht zurück auf die Landverteilung an die umgebende Bevölkerung zwischen den Jahren 1830 und 1857 noch unter dänischer Verwaltung zur Eigengewinnung von Torf als Brennmaterial.

## FFH-Maßnahmenkatalog
Der FFH-Maßnahmenkatalog im Managementplan führt neben den bereits durchgeführten Maßnahmen geplante Maßnahmen zur Erhaltung und Entwicklung der FFH-Lebensraumtypen im FFH-Gebiet an. Die Maßnahmen sind zudem in einer Karte für notwendige, einer für sonstige und einer für weitergehende Maßnahmen erfasst.
Schwerpunkte der notwendigen Erhaltungsmaßnahmen ist die Sicherung der Wasserstände im Moor. Große Teile der Staue, Mönche und Verwallungen wurden in den achtziger Jahren des neunzehnten Jahrhunderts errichtet und sind mittlerweile marode. Sie bedürfen einer grundlegenden Erneuerung, Dabei ist auch an die Errichtung von niedrigen und hohen „Torfspundwänden“ aus verdichtetem Torf oder Recyclingmaterial im Moor gedacht, sowie Erhöhung der Besucherwege zum Schutz vor Überschwemmungen. 
Weitergehende Maßnahmen betreffen die Anlage zusätzlicher niedriger und hoher „Torfspundwände“, die Verfüllung von Gräben und der Einbau zusätzlicher Überläufe. Sonstige Pflege- und Erhaltungsmaßnahmen betreffen unter anderem die Wegeunterhaltung und die Erneuerung der BIS-Informationstafeln. Am höchsten Punkt des Moores ist die Errichtung einer Aussichtsplattform für Besucher im Gespräch.

## FFH-Erfolgskontrolle und Monitoring der Maßnahmen
Eine FFH-Erfolgskontrolle und Monitoring der Maßnahmen findet in Schleswig-Holstein alle 6 Jahre statt. Die Ergebnisse des letzten Monitorings wurden am 21. März 2012 veröffentlicht.

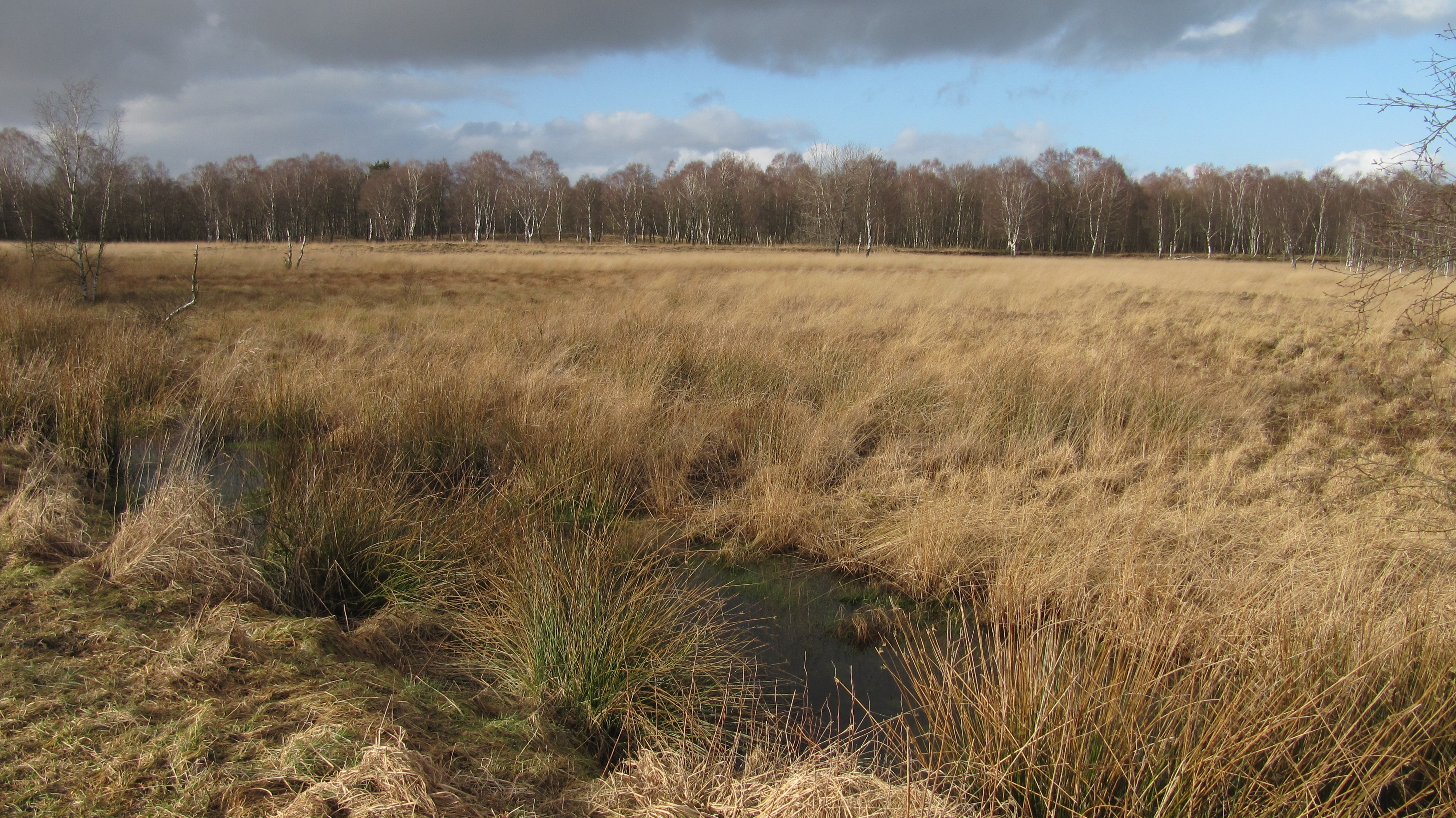
Dosenmoor
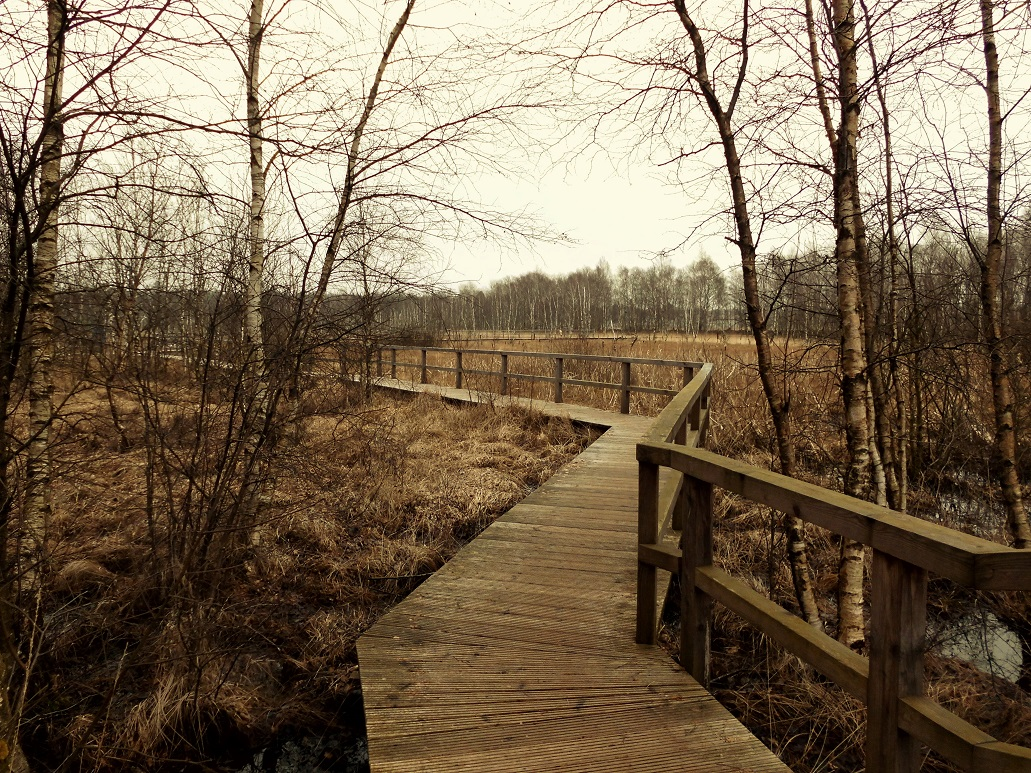
Holzweg im Dosenmoor
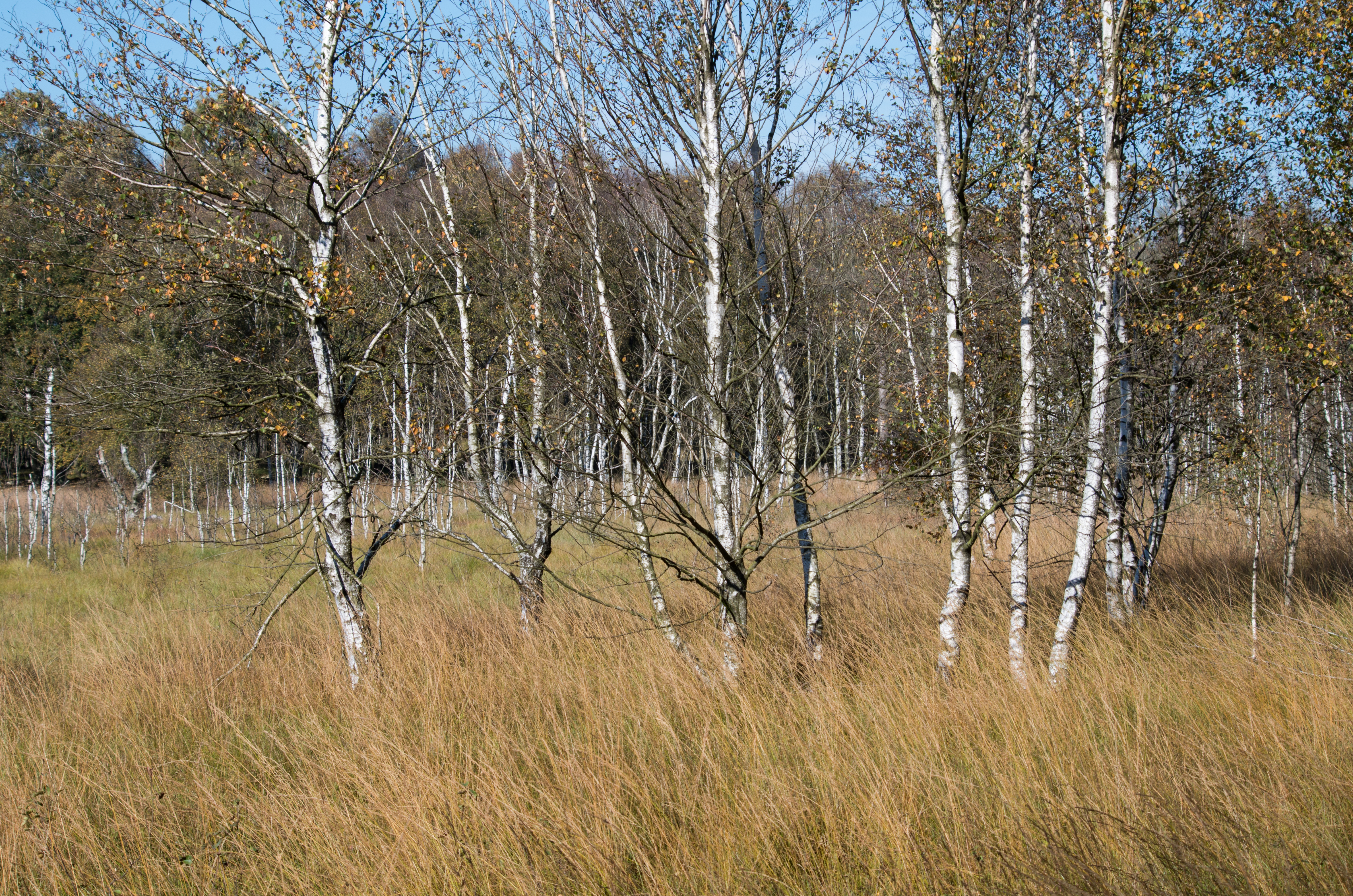
Dosenmoor im Herbst
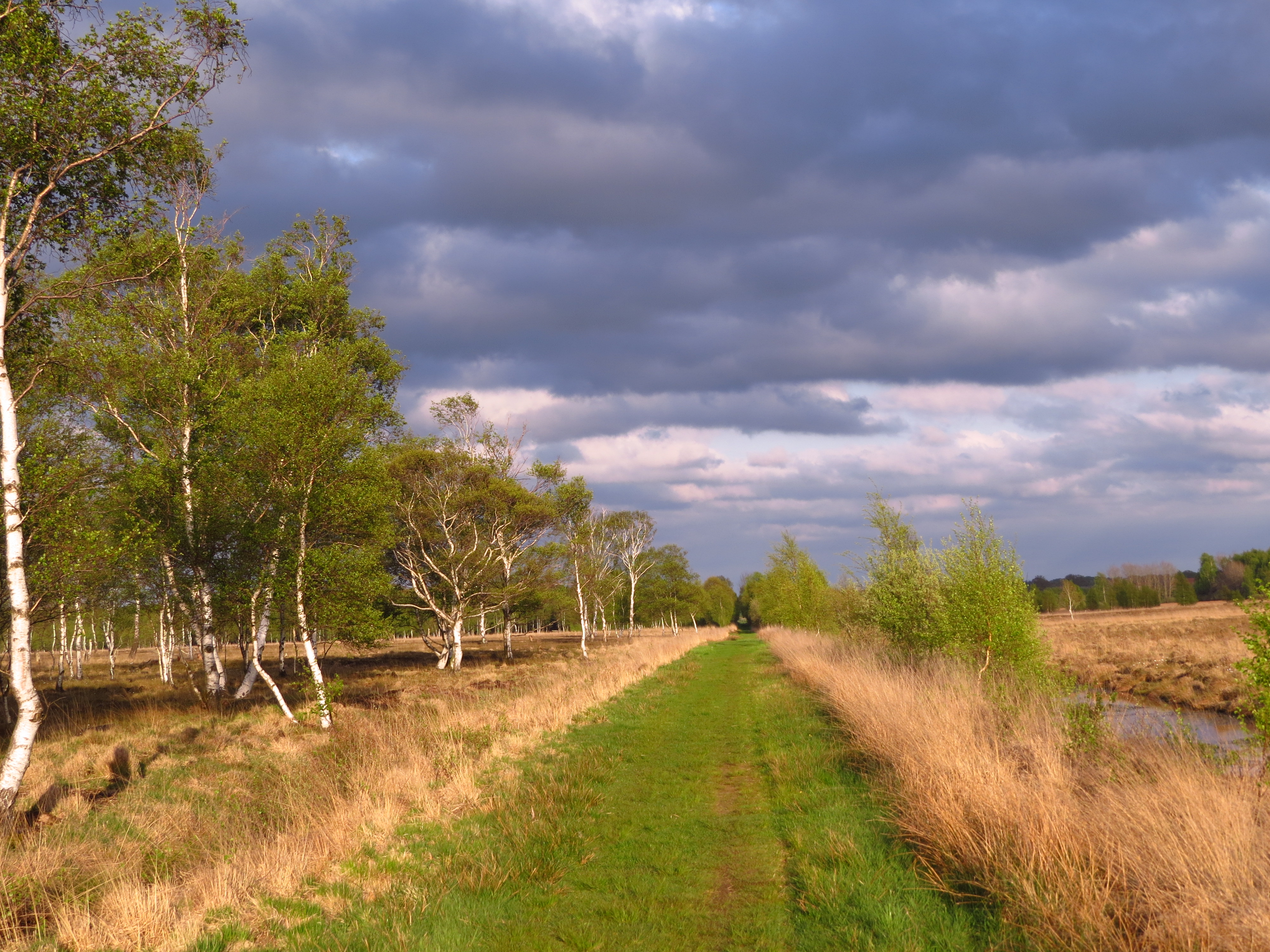
Zentraler Moorweg im Dosenmoor